# Mike Kloser
Mike Kloser (Dubuque, 31 de diciembre de 1959) es un deportista estadounidense que compitió en ciclismo de montaña en la disciplina de descenso. Ganó una medalla de plata en el Campeonato Mundial de Ciclismo de Montaña de 1990.

## Medallero internacional
| Campeonato Mundial | Campeonato Mundial       | Campeonato Mundial | Campeonato Mundial |
| Año                | Lugar                    | Medalla            | Competición        |
| ------------------ | ------------------------ | ------------------ | ------------------ |
| 1990               | Durango (Estados Unidos) | Medalla de plata   | Descenso           |